# 埃普帕瀑布

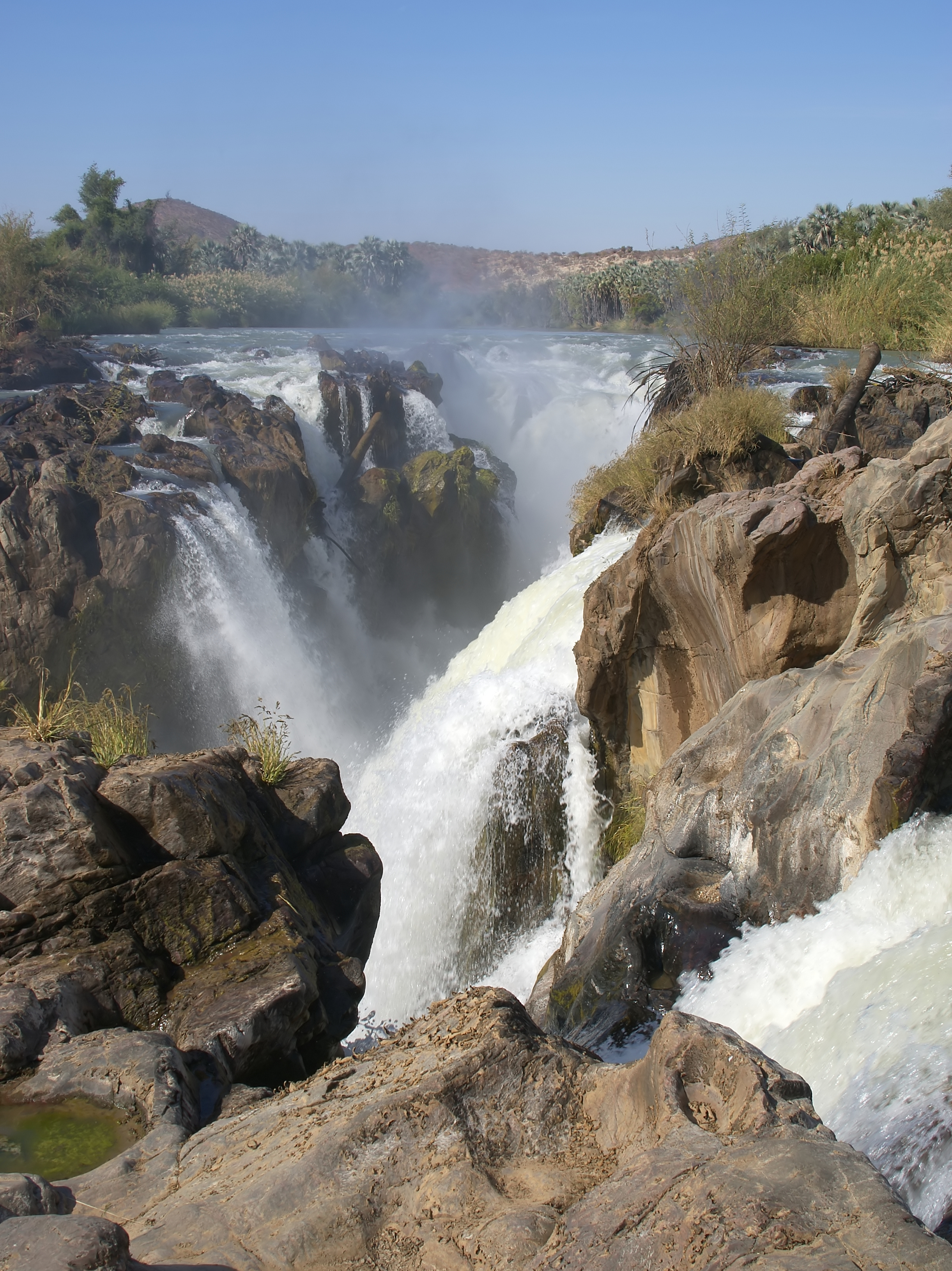
埃普帕瀑布

埃普帕瀑布（Epupa Falls）位於安哥拉和納米比亞接壤邊界的庫內納河上，距離上游的魯阿卡納瀑布135公里。
河流闊度0.5公里，在1.5公里的河道上出現斷斷續續的小瀑布，最大落差37米。